# Мемешев, Редван Раимович
Редван Раимович Мемешев (укр. Редван Раїмович Мемешев; род. 15 августа 1993, Джанкой, Республика Крым) — украинский футболист, полузащитник клуба «Кызылташ».

## Клубная карьера
По национальности крымский татарин. На профессиональном уровне Редван начал выступать в 2011 году в «Крымтеплице» из Молодёжного в Первой лиге Украины. За два с половиной сезона сыграл за «тепличников» 49 матчей, в которых успел отличиться 7 раз. Летом 2013 года «Крымтеплица» из-за финансовых проблем вынуждена была сняться с чемпионата и все игроки в том числе и Мемешев получили статусы свободных агентов.
В июле 2013 года подписал контракт с луцкой «Волынью». Дебютировал в Премьер-лиге Украины в 1-м туре в игре против киевского «Динамо» (1:1), Редван сыграл на поле почти весь матч, получив на 90-й минуте красную карточку. В матче против донецкого «Шахтёра» 1 ноября 2013 года оформил дубль. Лучане обыграли соперника (2:0), а Мемешев тем самым открыл счёт своим забитым голам в Премьер лиге.
В августе 2017 года стал игроком львовских «Карпат». В январе 2018 года находился на просмотре в польском клубе «Ягеллония», однако команде не подошёл.
В марте 2018 года подписал контракт с клубом «Днепр-1» сроком на полтора года.
Зимой 2019 года стал игроком белорусского клуба «Славия» (Мозырь). В августе того же года вернулся в «Крымтеплицу», выступающую с 2016 года в Премьер-лиге КФС.

## Карьера в сборной
5 ноября 2013 года Редван получил вызов в молодёжную сборную Украины. Дебютировал за молодёжку 18 ноября 2013 года в игре против Швейцарии, отыграв на поле 55 минут. Стал первым крымским татарином в молодёжной сборной. В 2014 году выиграл Кубок Содружества.